# 浜中啓一
浜中 啓一（濱中 啓一、はまなか けいいち、1952年（昭和27年）2月10日 - ）は、日本の政治家。前東京都青梅市長（2期）。元青梅市議会議員（5期）。

## 来歴
青梅市立第二小学校、青梅市立第二中学校、昭和第一学園高等学校卒業。国土建設学院に学ぶ。元東京都議会議員の水村一郎の秘書を務める。
1995年（平成7年）、青梅市議会議員選挙に初当選。2011年（平成23年）から2015年（平成27年）まで議長を務めた。
2015年（平成27年）、自由民主党が青梅市長選で擁立する推薦候補を決める予備選を制し、市議を辞職。現職の竹内俊夫市長と市議24人のうち20人の応援を受け、元参議院議員秘書の宮崎太朗と元市議の斉藤光次を破り市長選に初当選した。11月30日、市長就任。選挙の結果は以下のとおり。
※当日有権者数：111,636人 最終投票率：41.31%（前回比：3.64pts）
| 候補者名 | 年齢 | 所属党派 | 新旧別 | 得票数   | 得票率 | 推薦・支持             |
| -------- | ---- | -------- | ------ | -------- | ------ | ---------------------- |
| 浜中啓一 | 63   | 無所属   | 新     | 22,760票 | 50.45% | （推薦）自民党・公明党 |
| 宮崎太朗 | 35   | 無所属   | 新     | 14,917票 | 33.07% |                        |
| 斉藤光次 | 72   | 無所属   | 新     | 7,436票  | 16.48% | （推薦）日本共産党     |

2019年（令和元年）、自民党・公明党の推薦を受けて、市長選に立候補し再選。選挙の結果は以下のとおり。
※当日有権者数：112,575人 最終投票率：36.51%（前回比：4.8pts）
| 候補者名 | 年齢 | 所属党派 | 新旧別 | 得票数   | 得票率 | 推薦・支持             |
| -------- | ---- | -------- | ------ | -------- | ------ | ---------------------- |
| 浜中啓一 | 67   | 無所属   | 現     | 21,503票 | 53.16% | （推薦）自民党・公明党 |
| 宮崎太朗 | 39   | 無所属   | 新     | 18,949票 | 46.84% |                        |

2023年（令和5年）、自民・公明両党の推薦を受けて市長選に立候補し、3選を目指したが、都民ファーストの会と国民民主党の推薦を受けた元青梅市議の大勢待利明に敗れた。選挙の結果は以下のとおり。
※当日有権者数：110,596人 最終投票率：39.56%（前回比：3.05pts）
| 候補者名   | 年齢 | 所属党派 | 新旧別 | 得票数   | 得票率 | 推薦・支持                             |
| ---------- | ---- | -------- | ------ | -------- | ------ | -------------------------------------- |
| 大勢待利明 | 48   | 無所属   | 新     | 26,042票 | 60.3%  | （推薦）都民ファーストの会・国民民主党 |
| 浜中啓一   | 71   | 無所属   | 現     | 17,152票 | 39.7%  | （推薦）自民党・公明党                 |

2024年（令和6年）11月の秋の叙勲において、旭日小綬章を受章した。